# Hryhoriwka (rejon czerkaski)
Hryhoriwka (ukr. Григорівка; pol. Hryhorówka) – wieś na Ukrainie, w obwodzie czerkaskim, w rejonie czerkaskim, siedziba administracyjna rady wiejskiej. W 2001 roku liczyła 480 mieszkańców.